# みんなの地図2
『みんなの地図2』（みんなのちず2）はゼンリンより発売のPlayStation Portable用ソフト。地図およびナビゲーションソフト。
PSP専用GPSレシーバー（PSP-290）とソフトをPSPにセットすることでPSPを地図および、歩行者用ナビゲーションとして使うことが出来る。
また、GPSの電波が届かない地下や屋内でもソニーコンピュータサイエンス研究所が開発した「PlaceEngine」（プレイスエンジン）を使い、Wi-Fiの電波を受信することで位置を特定できる。
コミュニティサイト「PetaMap」（ペタマップ）で『みんなの地図2』ユーザー同士でスポット情報の交換が可能になり、『みんなの地図2』で作成したMyスポット情報を「PetaMap」にアップロードして公開し、日本国内の『みんなの地図2』ユーザーと共有することができる。
2007年のグッドデザイン賞を受賞している。

## 地域版シリーズ
2007年8月9日発売　価格5040円（ソフト単品）
- 「地域版東日本編」（収録エリア：北海道、東北、関東）
- 「地域版中日本編」（収録エリア：中部、近畿）
- 「地域版西日本編」（収録エリア：中国、四国、九州）

『みんなの地図2』の機能はそのままで詳細地図や収録エリア、最寄施設の検索機能の拡充を図っている。

## 使用に関する詳細
- 測定時間は数秒。
- 距離は最大で三キロまで
- 日本測地系を使用しているため注意が必要